# Championnats du monde de cyclisme sur piste 1895
Navigation
Anvers 1894 Copenhague 1896

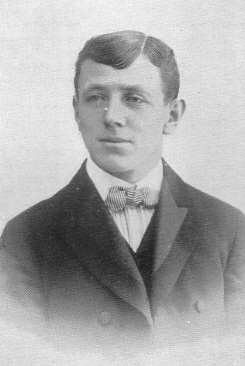
Jimmy Michael devient le premier champion du monde de demi-fond professionnel

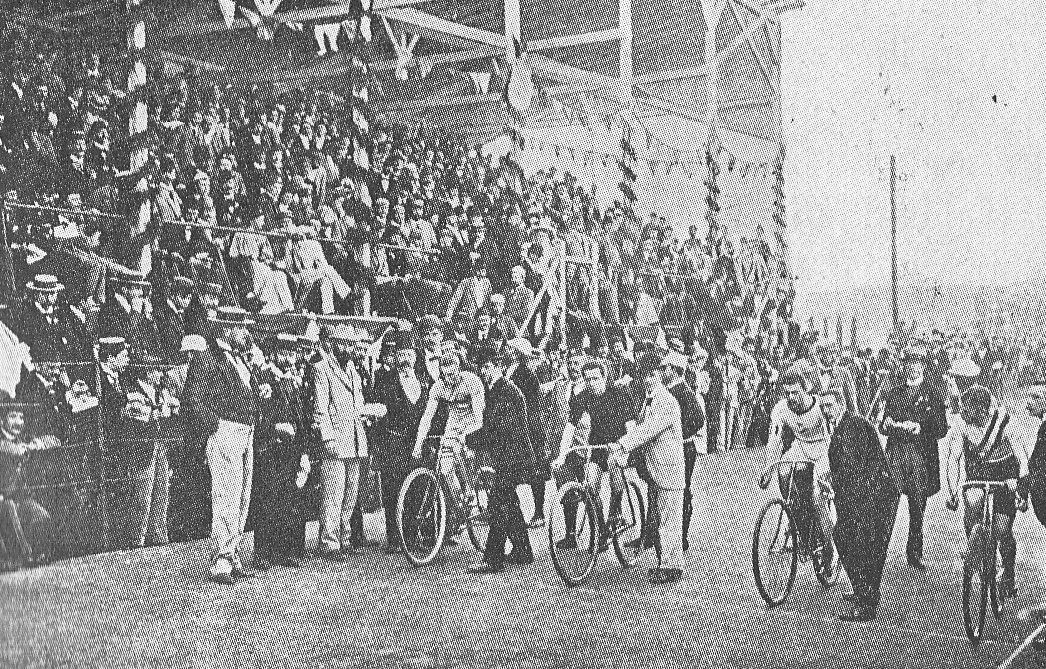
Départ de l'épreuve de demi-fond amateur avec de gauche à droite Wilhelm Henie, Jean Schaaf, Christian Ingemann Petersen et Jaap Eden (le vainqueur).

Les Championnats du monde de cyclisme sur piste 1895 ont eu lieu à Cologne, du 17 au 19 août 1895. 
Quatre courses sont au programme, deux pour les amateurs et deux pour la première fois pour les coureurs professionnels. La vitesse était disputée sur 1 mile (1609 mètres) et le demi-fond sur plus de 100 km. Environ 60 cyclistes venus de onze nations participent à la compétition. L'International Cyclists Association, l'organisme prédécesseur de l'UCI organise les épreuves avec la Fédération allemande de cyclisme. Cette dernière profite de l'évènement pour célébrer les 25 ans de la victoire de l'Allemagne lors de la Guerre franco-prussienne de 1870. Les coureurs français refusent alors de participer et des pistards d'autres pays se solidarisent avec ceux-ci, y compris le favori de la vitesse l'Italien Gigi Pontecchi.
Le demi-fond est remporté par un vainqueur surprise, le Gallois Jimmy Michael âgé seulement 18 ans. Robert Protin remporte la vitesse professionnelle face à l'Américain George A. Banker. Lors de finale, George A. Banker voit une ombre qu'il confond avec la ligne d'arrivée et ainsi il pense avoir gagné. Cependant, le Belge Robert Protin passe devant lui, franchit la vraie ligne d'arrivée en tête et gagne le titre. Les tentatives de faire la finale à nouveau n'ont pas abouti, et Protin reste le premier champion du monde de l'histoire.
Chez les amateurs, les Néerlandais s'adjugent les deux titres. Jaap Eden devient le premier coureur à remporter deux titres dans deux disciplines différentes et sur deux championnats différents.

## Résultats

### Podiums professionnels
| Compétition | Or                        | Argent                      | Bronze                 |
| ----------- | ------------------------- | --------------------------- | ---------------------- |
| Vitesse     | Robert Protin Belgique    | George A. Banker États-Unis | Émile Huet Belgique    |
| Demi-fond   | Jimmy Michael Royaume-Uni | Henri Luyten Belgique       | Hans Hofmann Allemagne |

### Podiums amateurs
| Compétition | Or                       | Argent                      | Bronze                |
| ----------- | ------------------------ | --------------------------- | --------------------- |
| Vitesse     | Jaap Eden Pays-Bas       | Christian Ingemann Danemark | Jean Schaaf Allemagne |
| Demi-fond   | Mathieu Cordang Pays-Bas | Kees Witteveen Pays-Bas     | Wilhelm Henie Norvège |

## Tableau des médailles
| Rang  | Nation               | Or | Argent | Bronze | Total |
| ----- | -------------------- | -- | ------ | ------ | ----- |
| 1     | Pays-Bas             | 2  | 1      | 0      | 3     |
| 2     | Belgique             | 1  | 1      | 1      | 3     |
| 3     | Royaume-Uni          | 1  | 0      | 0      | 1     |
| 4     | Danemark             | 0  | 1      | 0      | 1     |
| -     | États-Unis           | 0  | 1      | 0      | 1     |
| 6     | Allemagne de l'Ouest | 0  | 0      | 2      | 2     |
| 7     | Norvège              | 0  | 0      | 1      | 1     |
| Total | Total                | 4  | 4      | 4      | 12    |